# فوس‌پروپوفول
فوس‌پروپوفول (با نام تجاری لوسدار) یک داروی خواب‌آور و آرام‌بخش است که به صورت وریدی استفاده می‌شود. در حال حاضر از این دارو برای فرایندهای تشخیصی یا درمانی مانند آندوسکوپی استفاده می‌شود.

## استفاده بالینی
تعداد زیادی از مشتقات محلول در آب پروپوفول تا به امروز تهیه شده و استفاده شده است که در این میان داروی فوس‌پروپوفول مناسبترین شرایط را برای توسعه استفاده کلینیکی داشته است. مزیت‌های این دارو نسبت به پروپوفول شامل درد کمتر در محل تزریق، کاهش بالقوه هیپرلیپیدمی در استفاده طولانی مدت و کاهش احتمال باکتریمی را در پی دارد. به طور معمول از این دارو به همراه داروهای مخدر مانند فنتانیل استفاده می‌شود.

## فارماکولوژی بالینی

### مکانیزم اثر
فوس‌پروپوفول پیش‌دارو پروپوفول است که توسط آلکالین فسفاتاز به متابولیت فعال یعنی پروپوفول تبدیل می‌شود.